# Albizia divaricata
Albizia divaricata är en ärtväxtart som beskrevs av René Paul Raymond Capuron. Albizia divaricata ingår i släktet Albizia och familjen ärtväxter. Inga underarter finns listade i Catalogue of Life.